# Nova Air

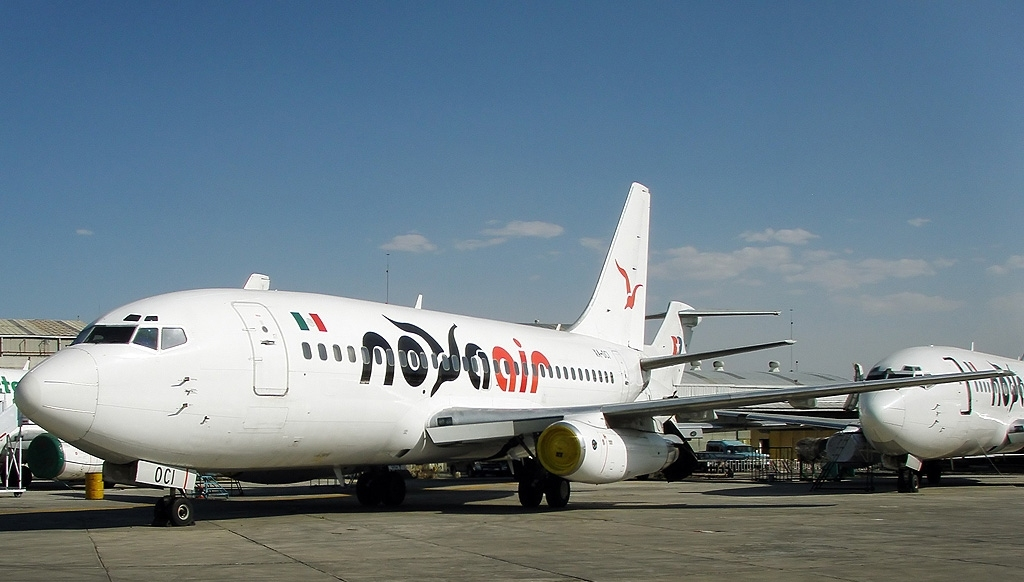
Boeing 737-291 Adv. (XA-OCI) de Nova Air en el Aeropuerto Internacional de la Ciudad de México.

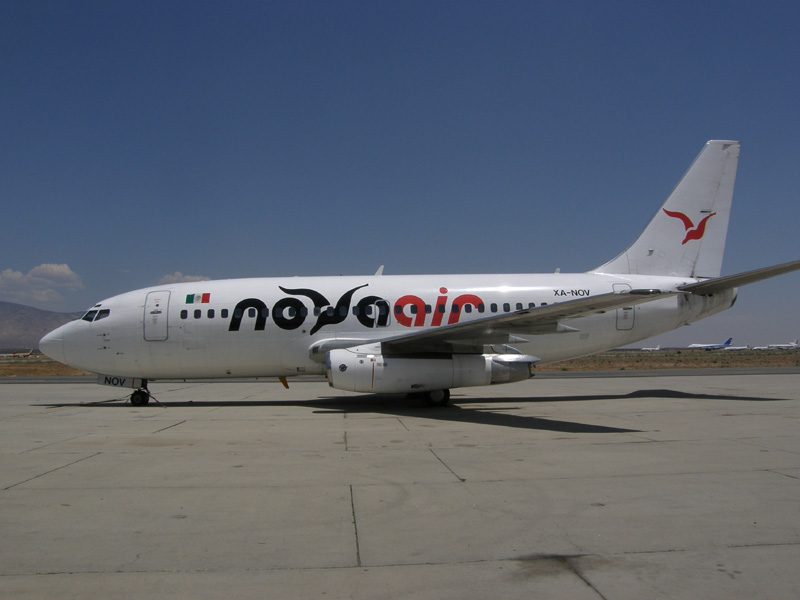
Boeing 737-247 Adv de Nova Air (XA-NOV) en el Puerto Aéreo y Espacial de Mojave.

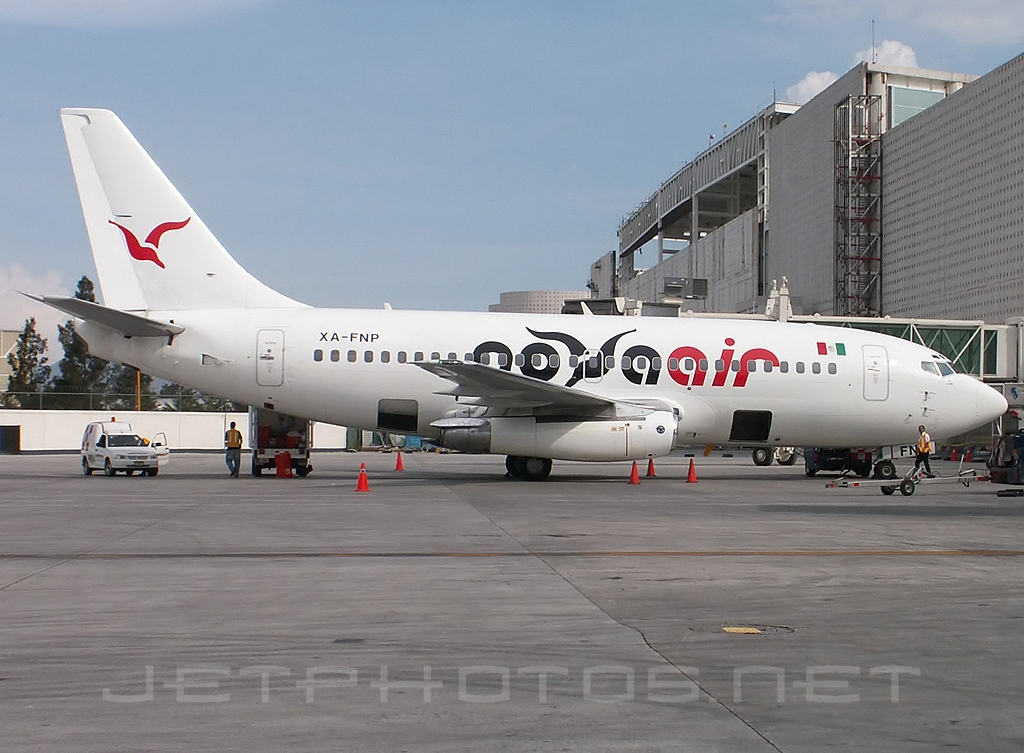
Boeing 737-247 Adv. (XA-FNP) de Nova Air en el Aeropuerto Internacional de la Ciudad de México.

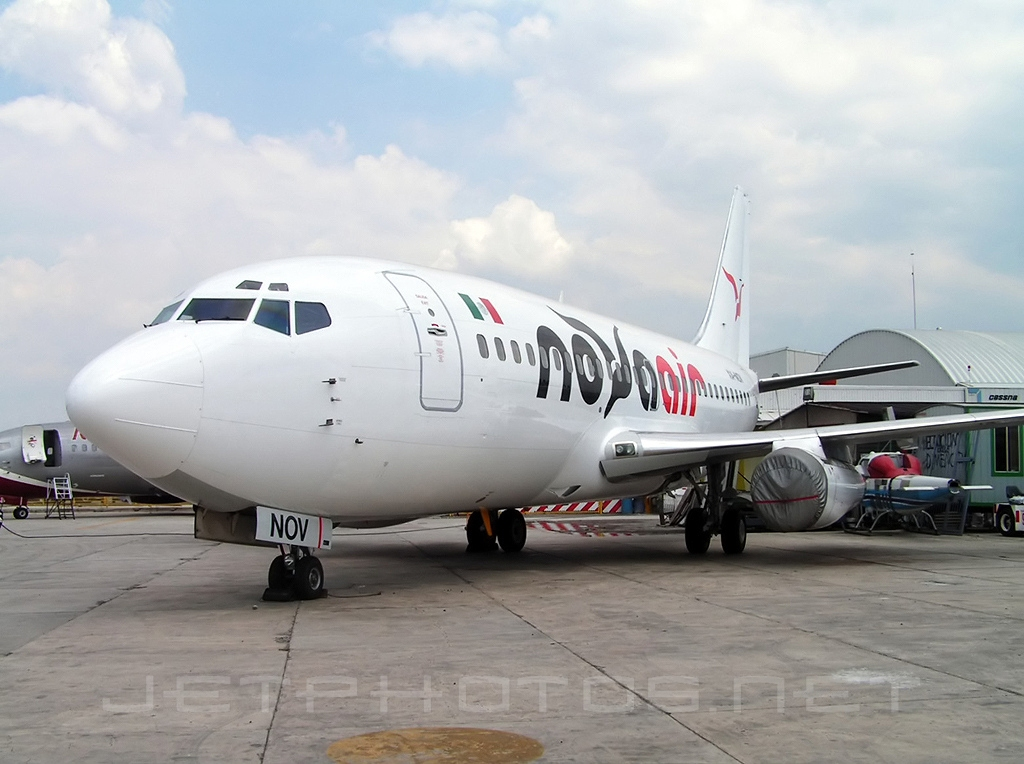
Boeing 737-247 Adv. (XA-NOV) de Nova Air en el Aeropuerto Internacional de la Ciudad de México.

Nova Air fue una aerolínea de bajo costo mexicana con base en el Aeropuerto Internacional de la Ciudad de México, que se distinguía por ir a todos los aeropuertos de México. También tenía destinos en el Caribe, América Central y Sudamérica.

## Historia
La línea comenzó a operar en enero de 2005 según autorización de la Dirección general de Aeronáutica Civil, y está especializada en vuelos chárter. El 4 de agosto de 2008, la Secretaría de Comunicaciones y Transportes (SCT) suspendió las operaciones Nova Air, debido a los adeudos que tiene por no pagar el derecho de uso del espacio aéreo. La deuda de Nova Air es de 20 millones de pesos, a esto se le sumarán la actualización y recargos cuando cubran la deuda. Constituida con capital 100% mexicano, sus propietarios son la Administración profesional aeronáutica y  Polar Airlines de México.

## Destinos

### MéxicoMéxico
| Aeropuerto                                                 | Ciudad                     | Estado              | ICAO | IATA |
| ---------------------------------------------------------- | -------------------------- | ------------------- | ---- | ---- |
| Aeropuerto Internacional de Acapulco                       | Acapulco                   | Guerrero            | MMAA | ACA  |
| Aeropuerto Internacional de Aguascalientes                 | Aguascalientes             | Aguascalientes      | MMAS | AGU  |
| Aeropuerto Internacional Ing. Alberto Acuña Ongay          | Campeche                   | Campeche            | MMCP | CPE  |
| Aeropuerto Internacional de Cancún                         | Cancún                     | Quintana Roo        | MMUN | CUN  |
| Aeropuerto Nacional Capitán Rogelio Castillo               | Celaya                     | Guanajuato          | MMCY | CYW  |
| Aeropuerto Internacional de Chetumal                       | Chetumal                   | Quintana Roo        | MMCM | CTM  |
| Aeropuerto Internacional General Roberto Fierro Villalobos | Chihuahua                  | Chihuahua           | MMCU | CUU  |
| Aeropuerto Internacional de la Ciudad de México            | Ciudad de México           | Distrito Federal    | MMMX | MEX  |
| Aeropuerto Internacional de Ciudad del Carmen              | Ciudad del Carmen          | Campeche            | MMCE | CME  |
| Aeropuerto Internacional Abraham González                  | Ciudad Juárez              | Chihuahua           | MMCS | CJS  |
| Aeropuerto Internacional de Ciudad Obregón                 | Ciudad Obregón             | Sonora              | MMCN | CEN  |
| Aeropuerto Nacional General Pedro José Méndez              | Ciudad Victoria            | Tamaulipas          | MMCV | CVM  |
| Aeropuerto Lic. Miguel de la Madrid                        | Colima                     | Colima              | MMIA | CLQ  |
| Aeropuerto Internacional de Cozumel                        | Cozumel                    | Quintana Roo        | MMCZ | CZM  |
| Aeropuerto General Mariano Matamoros                       | Cuernavaca                 | Morelos             | MMCB | CVJ  |
| Aeropuerto Internacional Federal de Culiacán               | Culiacán                   | Sinaloa             | MMCL | CUL  |
| Aeropuerto Internacional de Durango                        | Durango                    | Durango             | MMDO | DGO  |
| Aeropuerto Internacional de Guadalajara                    | Guadalajara                | Jalisco             | MMGL | GDL  |
| Aeropuerto Internacional General José María Yáñez          | Guaymas                    | Sonora              | MMGM | GYM  |
| Aeropuerto de Guerrero Negro                               | Guerrero Negro             | Baja California Sur | MMGR | GUB  |
| Aeropuerto Internacional General Ignacio Pesqueira García  | Hermosillo                 | Sonora              | MMHO | HMO  |
| Aeropuerto Internacional de Bahías de Huatulco             | Huatulco                   | Oaxaca              | MMBT | HUX  |
| Aeropuerto Internacional de Ixtapa-Zihuatanejo             | Ixtapa-Zihuatanejo         | Guerrero            | MMZH | ZIH  |
| Aeropuerto Internacional de La Paz                         | La Paz                     | Baja California Sur | MMLP | LAP  |
| Aeropuerto Nacional de Lázaro Cárdenas                     | Lázaro Cárdenas            | Michoacán           | MMLC | LZC  |
| Aeropuerto Internacional Del Bajío                         | León                       | Guanajuato          | MMLO | BJX  |
| Aeropuerto Internacional de Loreto                         | Loreto                     | Baja California Sur | MMLT | LTO  |
| Aeropuerto Internacional de Los Cabos                      | Los Cabos                  | Baja California Sur | MMSD | SJD  |
| Aeropuerto Internacional Federal del Valle del Fuerte      | Los Mochis                 | Sinaloa             | MMLM | LMM  |
| Aeropuerto Internacional Playa de Oro                      | Manzanillo                 | Colima              | MMZO | ZLO  |
| Aeropuerto Internacional General Servando Canales          | Matamoros                  | Tamaulipas          | MMMA | MAM  |
| Aeropuerto Internacional General Rafael Buelna             | Mazatlán                   | Sinaloa             | MMMZ | MZT  |
| Aeropuerto Internacional de Mérida                         | Mérida                     | Yucatán             | MMMD | MID  |
| Aeropuerto Internacional General Rodolfo Sánchez Taboada   | Mexicali                   | Baja California     | MMML | MXL  |
| Aeropuerto Internacional de Minatitlán                     | Minatitlán                 | Veracruz            | MMMT | MTT  |
| Aeropuerto Internacional Venustiano Carranza               | Monclova                   | Coahuila            | MMMV | LOV  |
| Aeropuerto Internacional de Monterrey                      | Monterrey                  | Nuevo León          | MMMY | MTY  |
| Aeropuerto Internacional General Francisco J. Mujica       | Morelia                    | Michoacán           | MMMM | MLM  |
| Aeropuerto Internacional de Nogales                        | Nogales                    | Sonora              | MMNG | NOG  |
| Aeropuerto Internacional Quetzalcóatl                      | Nuevo Laredo               | Tamaulipas          | MMNL | NLD  |
| Aeropuerto Internacional Xoxocotlán                        | Oaxaca                     | Oaxaca              | MMOX | OAX  |
| Aeropuerto Internacional de Palenque                       | Palenque                   | Chiapas             | MMPQ | PQM  |
| Aeropuerto Internacional de Piedras Negras                 | Piedras Negras             | Coahuila            | MMPG | PDS  |
| Aeropuerto Nacional El Tajín                               | Poza Rica                  | Veracruz            | MMPA | PAZ  |
| Aeropuerto Internacional de Puebla                         | Puebla                     | Puebla              | MMPB | PBC  |
| Aeropuerto Internacional de Puerto Escondido               | Puerto Escondido           | Oaxaca              | MMPS | PXM  |
| Aeropuerto Internacional de Puerto Peñasco                 | Puerto Peñasco             | Sonora              | MMPE | PPE  |
| Aeropuerto Internacional Lic. Gustavo Díaz Ordaz           | Puerto Vallarta            | Jalisco             | MMPR | PVR  |
| Aeropuerto Intercontinental de Querétaro                   | Querétaro                  | Querétaro           | MMQT | QRO  |
| Aeropuerto Internacional General Lucio Blanco              | Reynosa                    | Tamaulipas          | MMRX | REX  |
| Aeropuerto de Salina Cruz                                  | Salina Cruz                | Oaxaca              | MM57 | SCX  |
| Aeropuerto Internacional Plan de Guadalupe                 | Saltillo                   | Coahuila            | MMIO | SLW  |
| Aeropuerto Nacional de San Cristóbal de las Casas          | San Cristóbal de las Casas | Chiapas             | MMSC | SZT  |
| Aeropuerto Internacional de San Felipe                     | San Felipe                 | Baja California     | MMSF | SFH  |
| Aeropuerto Internacional de San Luis Potosí                | San Luis Potosí            | San Luis Potosí     | MMSP | SLP  |
| Aeropuerto Internacional de Tampico                        | Tampico                    | Tamaulipas          | MMTM | TAM  |
| Aeropuerto de Tamuín                                       | Tamuín                     | San Luis Potosí     | MMTN | TMN  |
| Aeropuerto Internacional de Tapachula                      | Tapachula                  | Chiapas             | MMTP | TAP  |
| Aeropuerto de Tehuacán                                     | Tehuacán                   | Puebla              | MMHC | TCN  |
| Aeropuerto Nacional Amado Nervo                            | Tepic                      | Nayarit             | MMEP | TPQ  |
| Aeropuerto Internacional de Tijuana                        | Tijuana                    | Baja California     | MMTJ | TIJ  |
| Aeropuerto Internacional Lic. Adolfo López Mateos          | Toluca                     | Estado de México    | MMTO | TLC  |
| Aeropuerto Internacional Francisco Sarabia                 | Torreón                    | Coahuila            | MMTC | TRC  |
| Aeropuerto Internacional de Tuxtla                         | Tuxtla Gutiérrez           | Chiapas             | MMTG | TGZ  |
| Aeropuerto Internacional de Uruapan                        | Uruapan                    | Michoacán           | MMPN | UPN  |
| Aeropuerto Internacional General Heriberto Jara            | Veracruz                   | Veracruz            | MMVR | VER  |
| Aeropuerto Internacional Carlos Rovirosa Pérez             | Villahermosa               | Tabasco             | MMVA | VSA  |
| Aeropuerto El Lencero                                      | Xalapa                     | Veracruz            | MMJA | JAL  |
| Aeropuerto Internacional General Leobardo C. Ruiz          | Zacatecas                  | Zacatecas           | MMZC | ZCL  |

### Internacional
- Argentina
- Brasil
- Bolivia
- Colombia
- Estados Unidos
- Perú
- Venezuela

## Flota
Usó 3 Boeing 737 de la serie 247 adv (737-247 advanced).
| Tipo de Aeronave       | Matrícula | Configuración | Entregado                | Salida                 | Notas                                    |
| ---------------------- | --------- | ------------- | ------------------------ | ---------------------- | ---------------------------------------- |
| Boeing 737-247 Advance | XA-FNP    | Y124          | 21 de junio de 2007      | 5 de diciembre de 2008 | N632CC Celtic Capital                    |
| Boeing 737-247 Advance | XA-NOV    | Y124          | 14 de julio de 2006      | 10 de octubre de 2008  | N352CC Celtic Capital                    |
| Boeing 737-217 Advance | XA-OCI    | Y124          | 18 de septiembre de 2004 | 29 de mayo de 2013     | XB-NSU Universidad Autónoma de Querétaro |
| Boeing 737-291 Advance | XA-OHC    | Y124          | 3 de diciembre de 2004   | 10 de octubre de 2008  | XB-MXP Universidad Autónoma de Querétaro |